# Fusifilum oliverorum
Fusifilum oliverorum är en sparrisväxtart som beskrevs av U.Müll.-doblies, J.S.Tang och D.Müll.-doblies. Fusifilum oliverorum ingår i släktet Fusifilum och familjen sparrisväxter. Inga underarter finns listade i Catalogue of Life.